# إدغار راؤول-دوفال
إدغار راؤول-دوفال هو سياسي فرنسي، ولد في 9 أبريل 1832 في لان في فرنسا، وتوفي في 10 فبراير 1887 في مونت كارلو في موناكو. نشط حزبياً في Union of rightwing ‏.

## مناصب
- انتخب Mayor of Notre-Dame-du-Vaudreuil ‏ (1878 – 1887).
- انتخب  (1874 – 1887).
- انتخب  (1870 – 1871).
- انتخب  (20 فبراير 1876 – 10 فبراير 1887).
- انتخب Deputy of Seine-Maritime ‏ (2 يوليو 1871 – 7 مارس 1876).